# Haławincy
Haławincy (biał. Галавінцы; ros. Головинцы, Gołowincy; pol. hist. Hołowińce, Hołowiniec) – wieś na Białorusi, w obwodzie homelskim, w rejonie homelskim, w sielsowiecie Ułukauje, nad Ipucią i przy drodze magistralnej M10.
W XIX i w początkach XX w. położone były w Rosji, w guberni mohylewskiej, w powiecie homelskim, w gminie Homel. Następnie w granicach Związku Sowieckiego. Od 1991 w niepodległej Białorusi.

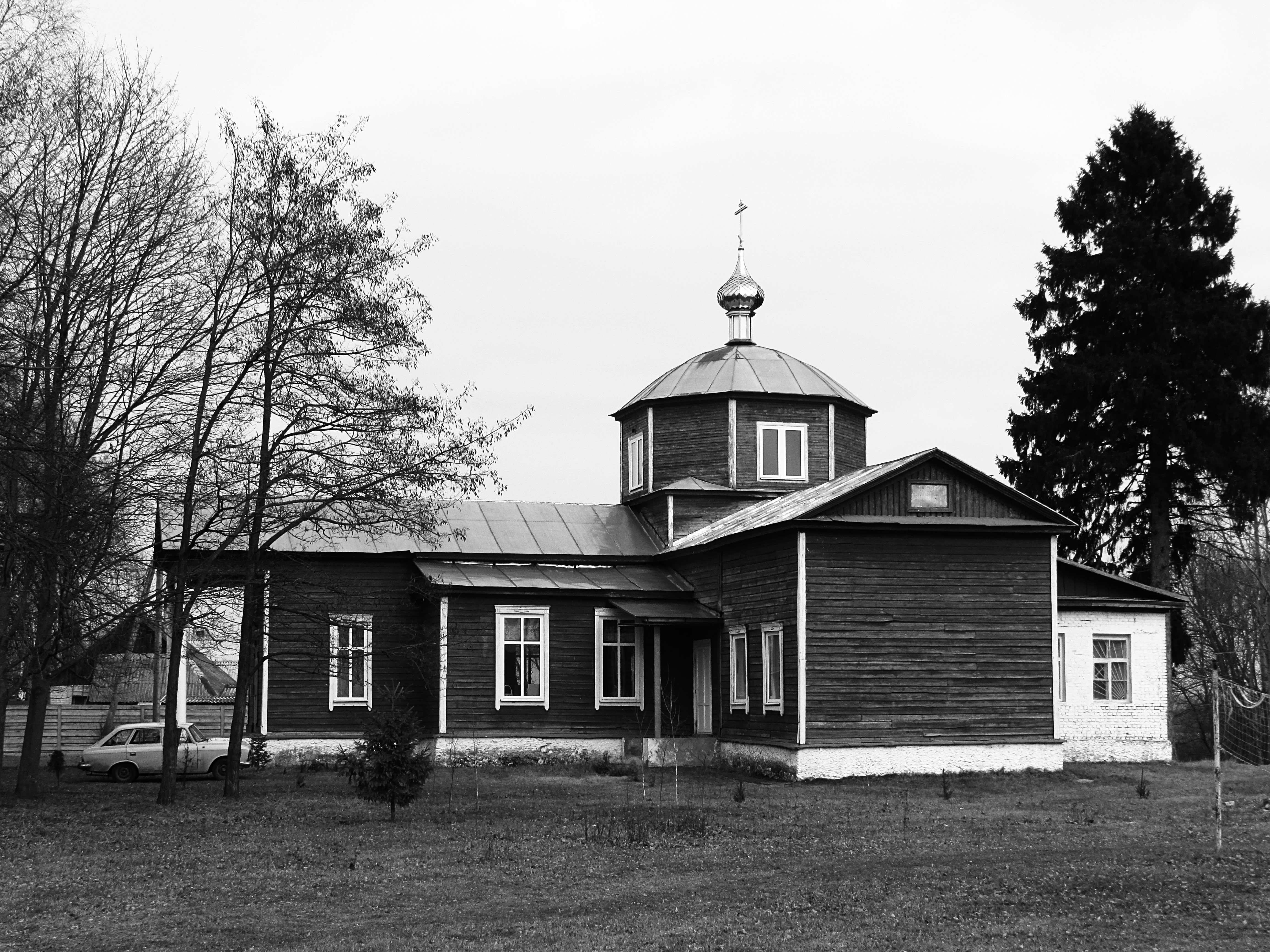
Cerkiew pw. Opieki Matki Bożej

Miejscowość jest siedzibą parafii prawosławnej; znajduje się tu drewniana cerkiew pw. Opieki Matki Bożej z 1841 r.